# Шиммельпфенниг фон дер Ойе, Франц
Франц Шиммельпфенниг фон дер Ойе (нем. Franz Schimmelpfennig von der Oye; ? — после 23 апреля 1799) — государственный деятель Речи Посполитой, первый прусский Президент Варшавы.
Потомок старого дворянского рода выходцев из Нидерландов, которые осели в Пруссии. В 1795—1799— организовал поставку провианта прусской армии в Польше.
Стал первым представителем Прусских властей на посту президента Варшавы после раздела Речи Посполитой в 1795 году. Пруссии после раздела отошла Варшава, Мазовия и часть Подляшья. В Варшаве в то время насчитывалось около 69 000 жителей (до начала восстания Костюшко — до 150 000 человек). Когда-то пышная столица в этот период времени была полуразрушенным грязным приграничным городом. Варшавяне страдали от контрибуций и террора Пруссии.
Активным и успешным исполнителем воли прусского правительства стал назначенный президентом Франц Шиммельпфенниг фон дер Ойе, наделённый достаточно широкими полномочиями. В 1796 он стал тайным военным советником, в том же году — Полицай-президентом и руководителем магистрата Варшавы.